# سمور آمریکایی
سمور آمریکایی (نام علمی: Martes americana) نام یک گونه از سرده سمور است.